# Gabon történelme
Gabon történelme:

## A gyarmatosítás előtt
Az ország mai területére az 1300-as években vándoroltak be az első bantu törzsek, az ellenségeik elől való menekülés közben. Az első európaiak, akik földjére léptek, portugál kereskedők voltak a 15. században. Partvidéke hamarosan a rabszolga-kereskedelem központja lett. A 16. századtól megjelentek a holland, angol és francia kereskedők is.

## Francia gyarmatként

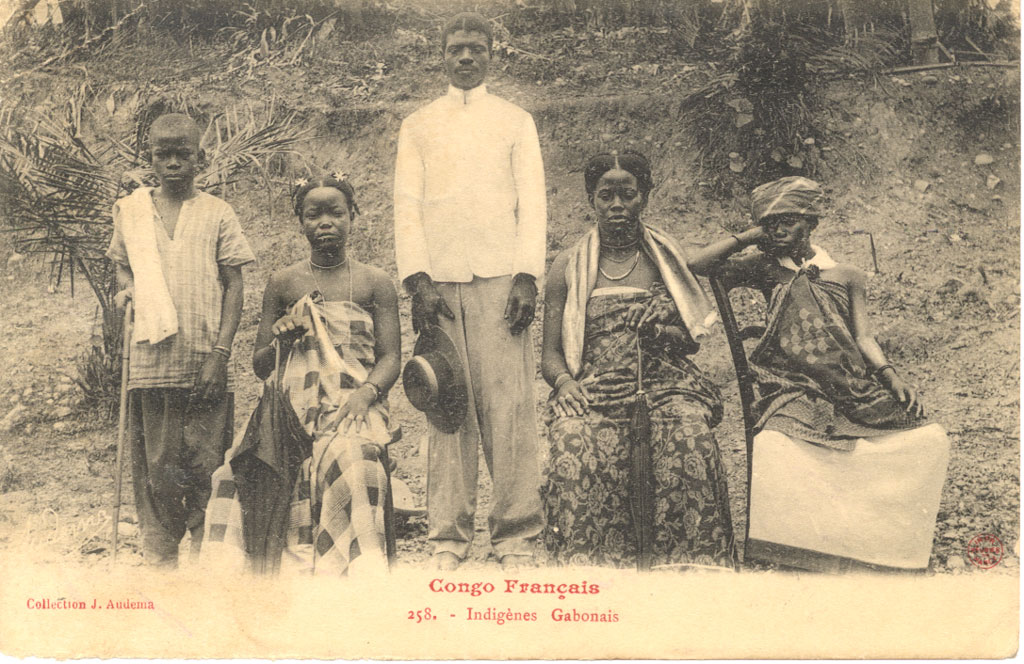
1905-ben készült gyarmati képeslap, melyen helyi bennszülöttek láthatóak

Franciaország 1839-ben megállapodást kötött a part menti törzsek főnökeivel, melynek keretében védnökséget gyakorolt a térség fölött. 1849-ben a franciák elfogtak egy rabszolgaszállító-hajót, melynek utasait a parton telepítették le. Ők alapították meg Libreville-t (szabad város), mely ma az ország fővárosa. 1862 és 1887 között francia felfedezők feltérképezték a belső, dzsungellel borított területeket. 1885-ben a franciák megszállták Gabont, de tényleges hatalmat csak 1903-tól gyakoroltak a terület felett. 1910-ben a franciák Gabonnal és három másik térségbeli gyarmattal együtt megszervezték a Francia Egyenlítői-Afrika nevű gyarmati szövetséget, mely egészen 1959-ig állt fenn. Az első gaboni politikai pártot (Jeunesse Gabonais) 1922-ben alapították.

## A független Gabon
1960 folyamán Francia Egyenlítői-Guinea országai függetlenné váltak Franciaországtól. Először Csád (augusztus 11.), majd a Közép-afrikai Köztársaság (augusztus 13.), Kongó (augusztus 15.) és végül Gabon (augusztus 17.) nyerte el függetlenségét.
Az ország függetlenné válásakor két nagyobb politikai párt létezett az országban: a Bloc Democratique Gabonais (BDG) Leon M'Ba, és a Union Democratique et Sociale Gabonaise (UDSG) J. H. Aubame vezetésével. Az első választások alkalmával a BDG kismértékű győzelmet aratott, és Leon M'Ba-t kinevezték miniszterelnöknek. Hamarosan azonban a két pártvezető megegyezett egy közös pártlista felállításában. Az 1961 februárjában tartott választások után M'Ba-t kinevezték elnöknek, Aubame pedig külügyminiszter lett. 1963 februárjáig működött a pártszövetség, ekkor a nagyobb és befolyásosabb BDG tagjai arra kényszerítették az UDSG tagjait, hogy csatlakozzanak hozzájuk vagy mondjanak le pozícióikról. Végül az UDSG tagjai lemondtak.
1964-ben M'Ba úgy döntött, hogy egy csökkentett létszámú parlamentet alakít meg (67-ről 47-re csökkentette a képviselők számát), melyhez a választásokat februárra írta ki. Amikor már biztosnak tűnt a BDG nagyarányú győzelme, a Gabon hadereje február 18-án egy vértelen puccsban megdöntötte M'Ba hatalmát, melyet azonban az országban állomásozó Franciaország hadereje másnapra visszaállítottak. 1964 áprilisában végül megtartották a választásokat, melyen sok ellenzéki jelölt is indult. Végül a BDG 31, az ellenzéki erők pedig 16 helyet szereztek meg a törvényhozásban. 1966-ban átdolgozták az alkotmányt, hogy az elnök utódlása biztos legyen (eszerint az elnököt az alelnök követte a hatalomban, de csak akkor ha az elnök meghal). 1967-ben végül Leon M'ba mellé beiktatták alelnöknek Omar Bongót. Mivel M'Ba nem sokkal később meghalt, még ebben az évben Omar Bongo lett Gabon elnöke.
1968 márciusában Bongo megalapította a Parti Démocratique Gabonais (Gaboni Demokrata Párt) (PDG). 1975 áprilisában Bongot elnökké választották. Áprilisban eltörölte az alelnöki hivatalt, melynek szerepkörét a mindenkori miniszterelnök vette át. Bongot 1979 decemberében, majd 1986 novemberében is újraválasztották.
Miközben Bongo arra használta fel a pártot, hogy elnyomja a korábban nagy problémát jelentő törzsi ellentéteket, igyekezett kidolgozni egy olyan nemzeti programot, mellyel biztosítja hatalmát. Ennek ellenére a gazdasági problémák miatti elégedetlenség és a politikai liberalizáció iránti vágy diákok és munkások erőszakos tüntetéséhez vezetett 1990-ben. A tárgyalások eredményeként 1990 áprilisára összehívtak egy konferenciát, melyen megvitatták Gabon politikai jövőjét. A tárgyaláson a PDG és 74 másik szervezet vett részt. A konferencia után végül az elnök jóváhagyott néhány reformot: Nemzeti Szenátus létrehozása, a költségvetés decentralizálása, a gyűlés- és sajtószabadság megteremtése, a kiutazás feltételeinek könnyítése.
Hogy bevezethessék a demokráciát, Bongo kinevezett egy új kormányt, melynek miniszterelnöke Casimir Oye-Mba lett. 1991-ben bevezettek egy új alkotmányt, mely rendelkezett a hatalommegosztásról. A PDG-vel szembeni ellenállás azonban nem szűnt meg (1990-ben két puccskísérletet is lelepleztek). Az egyik ellenzéki vezető halála és a kormányellenes demonstrációk ellenére a PDG az 1990-es választásokon jelentős többséget szerzett, 1993-ban pedig 51%-kal újraválasztották Bongot is.
1994 novemberében Párizsban létrejött egy szerződés, melynek keretében a PDG megosztotta a hatalmát az ellenzéki pártokkal. 1996 és 1997 folyamán azonban a helyhatósági és törvényhozói választások során a PDG jelentős többséget szerzett.

## Napjainkban

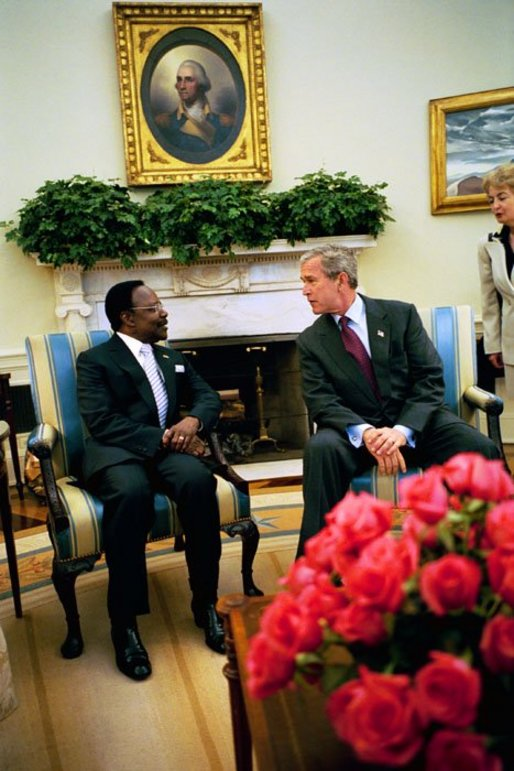
Omar Bongo és George W. Bush amerikai elnök

1998 decemberében és 2005 novemberében újraválasztották Bongo elnököt. A 2001-ben tartott nemzetgyűlési választások során a PDG és a vele szövetséges pártonkívüliek abszolút többséget szereztek a parlamentben.

## Fordítás
- Ez a szócikk részben vagy egészben  a   History of Gabon című angol Wikipédia-szócikk ezen változatának fordításán alapul.  Az eredeti cikk szerkesztőit annak laptörténete sorolja fel. Ez a jelzés csupán a megfogalmazás eredetét és a szerzői jogokat jelzi, nem szolgál a cikkben szereplő információk forrásmegjelöléseként.